# Rodney Johnson
Rodney Johnson (Leeds, 8 gennaio 1945 – Leeds, dicembre 2019) è stato un calciatore inglese, di ruolo centrocampista.

## Carriera
Si formò calcisticamente nel Leeds Utd, entrando a far parte della prima squadra dal marzo 1962. Johnson ottenne con i Peacocks vinse la Second Division 1963-1964, ottenendo la promozione nella massima serie inglese. Rimase in forza al Leeds sino al marzo 1968, rimanendo però relegato ad un ruolo marginale nella squadra.
Lasciata la squadra di Leeds scese in Fourth Division per giocare nel Doncaster, acquistato per £5.000. Con i Vikings vince la Fourth Division 1968-1969, ottenendo la promozione in terza serie.
Nel dicembre 1970 passò al Rotherham Utd, sempre nella terze serie inglese. Con i Millers retrocedette al termine della Third Division 1972-1973. 
Nel dicembre 1973 passò per £9.000 al Bradford City, club della Fourth Division, con cui ottiene la promozione nella categoria superiore al termine della stagione 1976-1977. La permanenza in terza serie durò solo una stagione. Chiuderà con il professionismo lasciando i Bantams al termine della Fourth Division 1978-1979. Con il club di Bradford ha giocato tra le varie competizioni ufficiali 216 incontri segnando 16 reti, divenendone capitano a partire dal 1975.
Nell'estate 1975 si trasferì in America per giocare temporaneamente con la neonata franchigia dei Chicago Sting, con cui non riesce a superare la fase a gironi della North American Soccer League 1975. 
Lasciato il calcio giocato allenò il Garforth Town nella Northern Counties East League e divenne un assicuratore.

## Palmarès

### Club

#### Competizioni nazionali
- Campionato inglese di seconda divisione: 1

Leeds United: 1963-1964
- Coppa di Lega inglese: 1

Leeds United: 1967-1968
- Campionato inglese di quarta divisione: 1

Doncaster Rovers: 1968-1969

#### Competizioni internazionali
- Coppa delle Fiere: 1

Leeds United: 1967-1968